# John Phillips (músico)
John Edmund Andrew Phillips (Parris Island, 30 de Agosto de 1935 — Los Angeles, 18 de Março de 2001) foi um cantor, guitarrista e letrista dos Estados Unidos. Conhecido por Papa John, Phillips foi um membro e líder do grupo The Mamas & The Papas. Foi casado com a companheira de banda, Michelle Phillips. John se divorciou de sua então esposa e casou-se com Michelle em 31 de dezembro de 1962, quando ela tinha apenas 18 anos. Em 1968 tiveram uma filha, Chynna Phillips, vocalista do trio pop da década de 1990 Wilson Phillips. O casal se divorciou em 1970. Morreu aos 65 anos. Foi sepultado no Forest Lawn Cemetery (Cathedral City), Cathedral City, Califórnia nos Estados Unidos.

## Discografia solo
- 1969 - John Phillips (John, the Wolf King of L.A.)
- 1970 - Brewster McCloud - trilha sonora original com vocais de Merry Clayton
- 2001 - Pay Pack & Follow
- 2001 - Phillips 66